# 常州博物馆
常州博物馆，位于江苏省常州市新北区龙城大道1288号，是常州市属综合性博物馆。

## 历史
常州博物馆创建于1958年10月。曾先后以红梅阁、清凉寺作为馆址。2005年3月23日，常州博物馆、规划馆工程立项，同年5月26日开工建设，2007年4月28日正式对外开放。常州博物馆新馆位于龙城大道1288号，地处市民广场西侧，与常州市人民政府、常州大剧院、常州奥林匹克体育中心毗邻。2008年4月1日起，常州博物馆免费对外开放。
常州博物馆建筑面积2.8万平方米，展区面积将近1万平方米，共设有10个展厅。分为两个基本陈列（“龙腾中吴——常州历史文化陈列”，“神奇的自然美丽的家园——自然资源陈列”）、两个专题陈列（“谢稚柳艺术陈列”，“刘国钧先生捐献红木家具陈列”）、三个临时展厅。
常州博物馆馆藏文物3万多件，其中国家一级文物51件（国宝级文物1件）、国家二级文物245件、国家三级文物2945件。包括良渚文化玉器、春秋战国原始青瓷器、宋元漆器及瓷器、明清书画。常州博物馆内还设有江苏省内唯一的少儿自然博物馆，内藏自然标本8148件，分为海洋动物、皮毛类动物、昆虫、中草药、矿物晶体、古生物化石，其中圣贤孔子鸟化石、金斑喙凤蝶、翁戎螺等化石和生物标本十分珍贵。
2017年，常州博物馆被中国博物馆协会评为第三批国家一级博物馆。